# Хоботкі
Хоботкі (пол. Chobotki) — село в Польщі, у гміні Книшин Монецького повіту Підляського воєводства.
Населення — 93 особи (2011).
У 1975-1998 роках село належало до Білостоцького воєводства.

## Демографія
Демографічна структура станом на 31 березня 2011 року:
|          | Загалом | Допрацездатний вік | Працездатний вік | Постпрацездатний вік |
| -------- | ------- | ------------------ | ---------------- | -------------------- |
| Чоловіки | 41      | 8                  | 27               | 6                    |
| Жінки    | 52      | 16                 | 25               | 11                   |
| Разом    | 93      | 24                 | 52               | 17                   |